# Takovo
Takovo ist ein Dorf in der Gemeinde Gornji Milanovac im Bezirk Moravica mit 493 Einwohnern (2002). Takovo liegt zentral in Serbien auf einer Höhe von 472 Metern über dem Meeresspiegel. An Takovo vorbei verläuft der Autoput A2.

## Geschichte

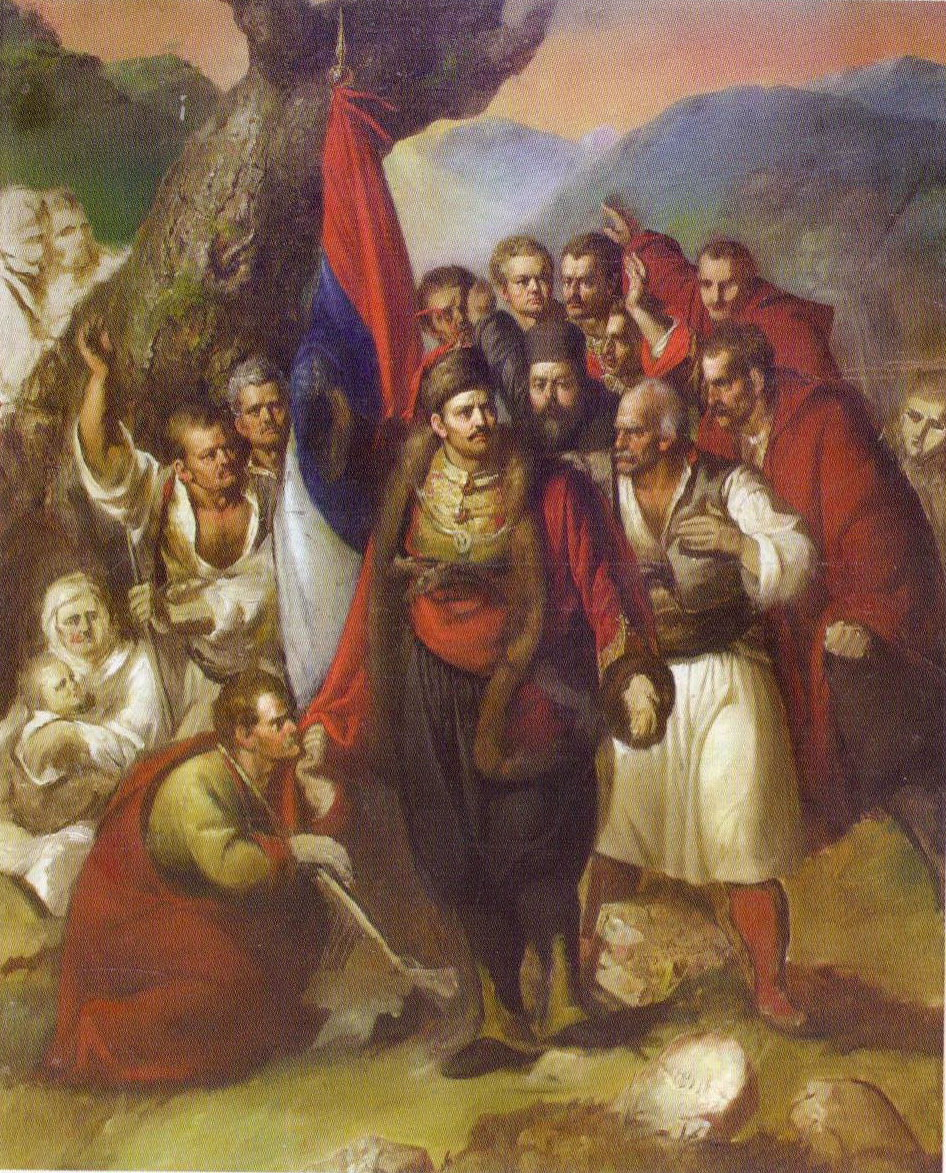
Đura Jakšić: Der Aufstand in Takavo

Am 11. Apriljul. / 23. April 1815greg., dem Palmsonntag nach dem julianischen Kalender, begann in Takovo der Zweite Serbische Aufstand gegen die Osmanen unter der Führung von Miloš Obrenović. Der Beschluss zum Aufstand erfolgte durch den Nationalrat der Serben in Takovo unter einem Eichenbaum, der als Takovski grm in die serbische Geschichte einging.
Der Aufstand läutete das Ende der Vorherrschaft der Osmanen in ganz Südosteuropa ein und erlangte eine enorme Bedeutung für das wiederauferstandene Serbien, so dass 50 Jahre später ein Takovo-Orden für besondere militärische und zivile Verdienste entworfen wurde. 1895 griff der realistische serbische Maler Paja Jovanović das Thema auf und hielt die Szene der Zusammenkunft in Takovo mit Miloš Obrenović in der Mitte auf Öl fest.